# Andreu Xandri i Serrano
Andreu Xandri Serrano (Alp, Cerdanya, 10 d'agost de 1916 - Vall de Pineta, Aragó, 15 de juny de 1938) fou un escalador i alpinista català.
Nacionalista català, soci del Centre Excursionista de Catalunya i tinent del Regiment Pirinenc número 1 de Catalunya durant la Guerra Civil espanyola (1936-1939), fou un dels pioners de l'escalada moderna a Montserrat i als Pirineus. El 1933 escalà la canal del pollegó inferior del Pedraforca i feu la primera travessa de la cresta Peiraforca-Roc Colom. El 8 de juliol d'aquell any, fa el cim del mont Cervino pel vessant italià, fent cordada amb Albert Casanelles. Realitzà la primera hivernal al Roc Colom (1934) i als Encantats (1935), també amb Josep Romeu.
Estigué molt vinculat als moviments estudiantils nacionalistes catalans. L'any 1933 inicià la carrera de Dret a la Universitat Autònoma de Barcelona. S'afilià a la Federació Nacional d'Estudiants de Catalunya i n'esdevingué secretari general.
A l'esclatar el cop militar contra el govern democràtic de la 2a República el 18 de juliol de 1936, Andreu Xandri s'allistà al Regiment Pirinenc Núm. 1 de Catalunya, format per la Generalitat catalana aquell mateix any. Fou ascendit al grau de tinent d'una secció de la Companyia d'esquí per Josep Maria Benet. Destinat a La Molina, tingué un paper destacat en els fets que conduïren a l'eliminació física d'Antonio Martín Escudero, a Bellver de Cerdanya, un anarquista que suposadament s'havia ensenyorit de la comarca, creant un Consell llibertari i ordenant afusellaments sumaríssims a la Collada de Toses.
Durant els fets de maig de 1937 a Barcelona, prengué part en els enfrontaments defensant el Palau de la Generalitat. Amb la dissolució del Regiment Pirinenc arran d'aquests fets, Xandri s'integra a l'Exèrcit Popular de la República, a la 43a Divisió, 72 Brigada Mixta, Batalló 288. Destinat al front d'Aragó, a l'àrea pirinenca, participà en diversos fets d'armes, com l'assalt frustrat a la central elèctrica de Panticosa el juny de 1937 o la presa de les fortificacions nacionals de Jabarrella, a la zona d'Hostal d'Ipiés els dies 22 i 23 d'agost de 1937. Fou sotmès a un consell de guerra per negar-se a executar els presoners rebels que havia capturat la seva unitat, tal com l'hi havien ordenat. En la mateixa ofensiva republicana, també ocupà, amb els seus homes, les posicions enemigues de Les Cuculles, abans de caure ferit en uns combats prop del Mirador del Abuelo. Fou traslladat a Barcelona, on romagué dos mesos de convalescència, per tornar a reincorporar-se al front.
Fou ascendit al grau de capità la primavera de 1938.
Va morir el 15 de juny de 1938 a dos quarts de set de la tarda segons va publicar La Vanguardia el 24 de juny de 1938. Segons el Diari de Catalunya del dia anterior, va morir a causa de metralla per les forces alemanyes que feien costat a les forces franquistes.